# Volodymyr Muntjan
Volodymyr Fedorovyč Muntjan (in ucraino Володимир Федорович Мунтян?, in romeno: Vladimir Muntean, traslitterazione anglosassone: Volodymyr Fedorovych Muntyan; Kotovs'k, 14 settembre 1946) è un allenatore di calcio ed ex calciatore sovietico di origini rumene e dal 1991 ucraino.

## Carriera

### Club
Durante la sua carriera ha giocato solo con la Dinamo Kiev, in cui ha giocato per 12 anni.

### Nazionale
Conta 49 presenze e 7 reti con la Nazionale sovietica.

## Palmarès

### Giocatore

#### Club
- Coppa dell'URSS: 2

Dinamo Kiev: 1965-1966, 1974
- Campionato sovietico: 7

Dinamo Kiev: 1966, 1967, 1968, 1971, 1974, 1975, 1977
- Coppa delle Coppe: 1

Dinamo Kiev: 1974-1975
- Supercoppa UEFA: 1

Dinamo Kiev: 1975

#### Individuale
- Calciatore sovietico dell'anno: 1

1969
- Calciatore ucraino dell'anno: 1

1970